# اوشترهفر
اوشترهفر (به آلمانی: Osterhever) یک شهر در آلمان است که در نوردفرایسلند واقع شده‌است. اوشترهفر ۲۴۵ نفر جمعیت دارد.